# Urvashi Butalia
Urvashi Butalia (Ambala, 1952) è una scrittrice, editrice e attivista femminista indiana, nota per il suo lavoro nel movimento delle donne in India e per aver scritto libri come The Other Side of Silence: Voices from and the Partition of India e Speaking Peace: Women's Voices from Kashmir. Insieme a Ritu Menon, ha co-fondatro nel 1984 Kali for Women, la prima casa editrice femminista indiana, e fondato nel 2003 Zubaan Books.
Nel 2011, Butalia e Menon hanno ricevuto congiuntamente il Padma Shri, il quarto più alto riconoscimento civile indiano, per il loro lavoro nel campo della letteratura e dell'istruzione.

## Biografia
Butalia è nata ad Ambala, Haryana, in una famiglia progressista e atea di origine punjabi. È la terza di quattro figli di Subhadra e Joginder Singh Butalia. Sua madre gestiva un centro di consulenza per donne. Butalia ha una sorella maggiore, Bela, e due fratelli, Pankaj e Rahul. Pankaj Butalia è un documentarista di sinistra noto soprattutto per un documentario sulle miserabili condizioni delle vedove che vivono a Vrindavan.
Butalia ha conseguito una laurea in letteratura presso la Miranda House, Università di Delhi, nel 1971, un master in letteratura presso l'Università di Delhi nel 1973 e un master in studi sull'Asia meridionale presso l'Università di Londra nel 1977. Parla hindi, punjabi e bengalese, insieme a inglese, italiano e francese.

## Carriera

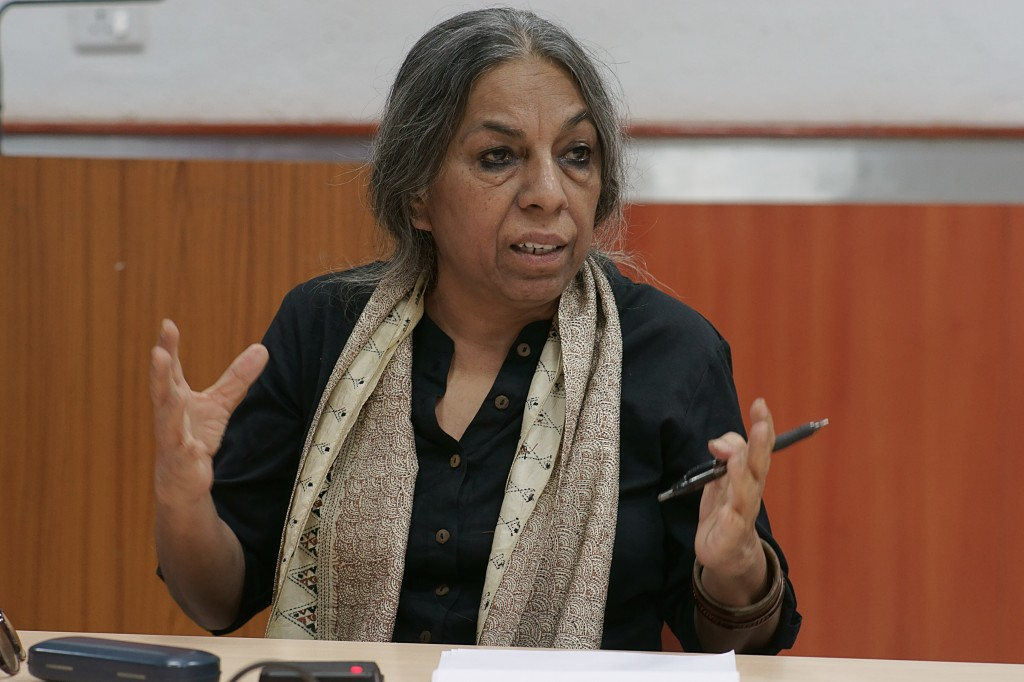
Urvashi Butalia nell'ottobre 2016

Butalia ha iniziato la sua carriera lavorando con la Oxford University Press a Delhi. Ha lavorato per un anno presso la loro sede di Oxford prima di trasferirsi brevemente alla Zed Books di Londra come redattrice nel 1982. Poi è tornata in India e, insieme a Ritu Menon, ha fondato una casa editrice femminista, Kali for Women, nel 1984.
Butalia si impegna nell'insegnamento presso la Ashoka University attraverso il suo corso sulle donne, la società e il cambiamento dell'India.
Le principali aree di interesse di Butalia sono la partizione e le storie orali da una prospettiva femminista e di sinistra. Ha scritto su gender, comunalismo, fondamentalismo e media. I suoi scritti sono apparsi su diversi giornali e riviste, tra cui The Guardian, The New Internationalist, The Statesman, The Times of India, Outlook (magazine) e India Today. È stata editorialista regolare per il Tehelka di sinistra e per Indian Printer and Publisher, pubblicazione business-to-business che si occupa del settore della stampa e dell'editoria.
Butalia è consulente di Oxfam India e ricopre la carica di lettore presso il College of Vocational Studies dell'Università di Delhi.

## Opere
- Urvashi Butalia; Ritù Menon; Kali per le donne, 1992  ISBN 978-81-85107-48-6
- Urvashi Butalia; Ritù Menon, Fare la differenza: editoria femminista nel sud, 1995  ISBN 9780964078086
- Tanika Sarkar; Urvashi Butalia, Le donne e la destra indù: una raccolta di saggi, Kali for Women, 1995 ISBN 978-81-85107-66-0
- Tanika Sarkar; Urvashi Butalia, Donne e movimenti di destra: esperienze indiane, Londra, Zed Books, 1995 ISBN 978-1-85649-289-8
- Urvashi Butalia, L'altro lato del silenzio: voci dalla partizione dell'India, Penguin Books India, 1998 ISBN 978-0-14-027171-3
- Urvashi Butalia, Parlare di pace: voci di donne dal Kashmir, Kali for Women, 2002 ISBN 978-81-86706-43-5
- Urvashi Butalia, Inner Line: The Zubaan Book of Stories di donne indiane, Zuban, 2006 ISBN 978-81-89013-77-6